# Nu'u Badac
Nu'u Badac (Nubadak) ist eine osttimoresische Aldeia. Sie liegt im Zentrum des Sucos Acadiru Hun (Verwaltungsamt Nain Feto, Gemeinde Dili). In Nu'u Badac leben 1110 Menschen (2015).

## Lage und Einrichtungen

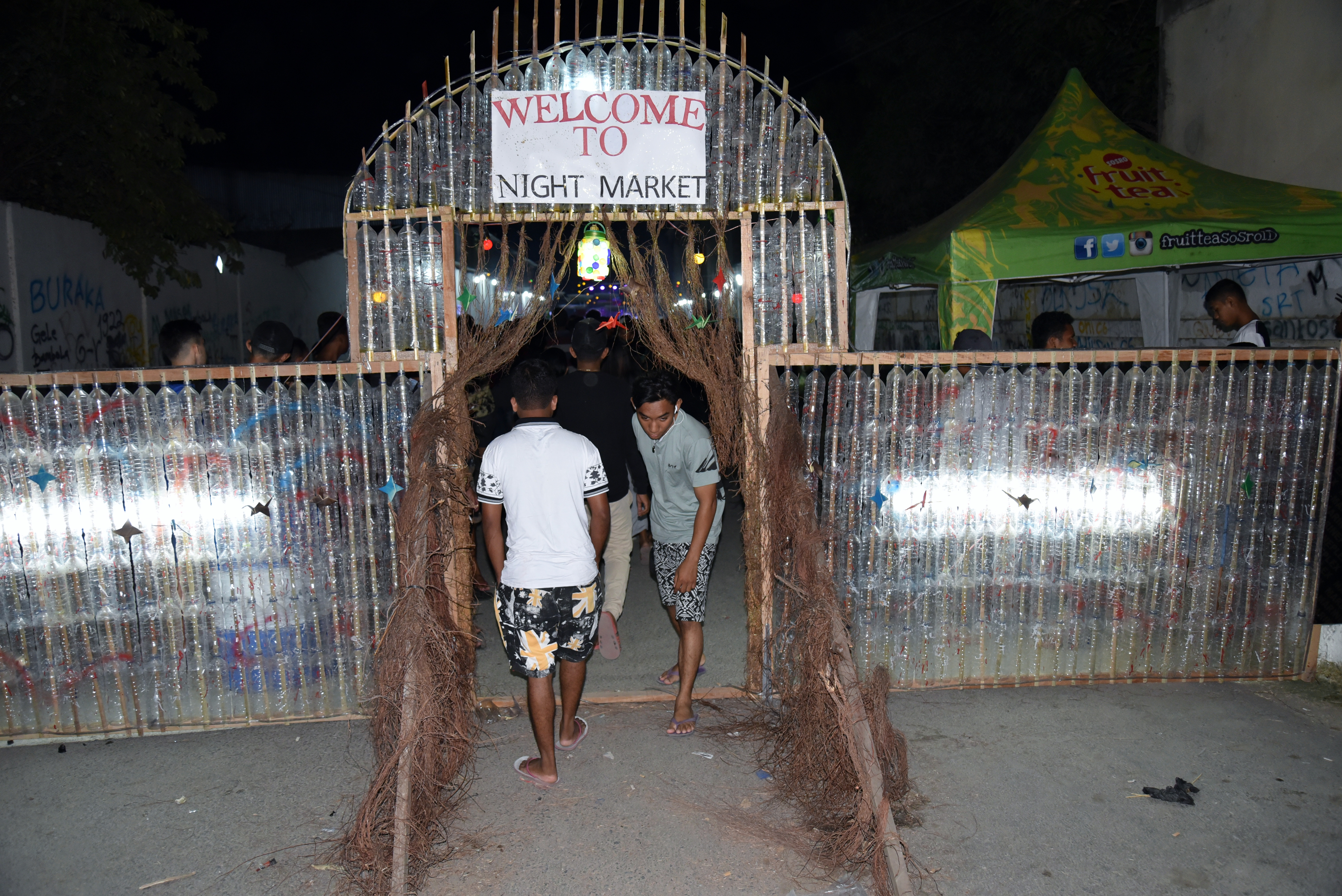
Nachtmarkt an der Travessa de Amizade

Nördlich der Rua de Ai-Lele Hun liegt die Aldeia Bedic, östlich des Flusses Mota Bidau der Suco Bidau Santana und südlich der Avenida 20 de Maio die Aldeia Culuhun de Baixo. Die Westgrenze zum Suco Gricenfor bildet zunächst Rua de Bé-Mori, dann folgt sie nach Westen der Travessa de Amizade, bis der Straßenblock endet. Weitere Straßen in der Aldeia Nu'u Badac sind die Travessa de Hás Badak, die Rua de Nú-Badak und die Travessa de Jambolão (ehemals Rua Sgt. Lobato). Im Südosten von Nu'u Badac liegt der Stadtteil Belebato.
Die Cooperativa Café Timor (CCT) hat ihren Sitz in Nu'u Badac an der Rua de Ai-Lele Hun.